# 上阿尔本
上阿尔本是德国莱茵兰-普法尔茨州的一个市镇。总面积5.62平方公里，总人口240人，其中男性110人，女性130人（2011年12月31日），人口密度43人/平方公里。